# Копытов, Сергей Владимирович
Сергей Владимирович Копытов (род. 5 октября 1965, Кокчетав, Казахская ССР) — советский и казахстанский тяжелоатлет, чемпион Европы (1990), чемпион Азии (1994), призёр чемпионата мира (1990), участник Олимпийских игр (1996). Заслуженный мастер спорта Республики Казахстан.

## Биография
Сергей Копытов родился 5 октября 1965 года в Кокчетаве. В детстве увлекался различными видами спорта, пробовал заниматься футболом, боксом и классической (греко-римской) борьбой, но в конечном итоге остановил свой выбор на тяжёлой атлетике. Тренировался под руководством Владимира Пака.
К концу 1980-х годов был одним из ведущих советских атлетов весовой категории до 100 кг. В 1990 году стал чемпионом Европы, серебряным призёром Игр доброй воли и бронзовым призёром чемпионата мира.
После распада СССР на протяжении 8 лет входил в сборную Казахстана. В 1994 году выиграл чемпионат Азии, проходивший в рамках XII Азиатских игр в Хиросиме. В 1996 году участвовал в Олимпийских играх в Атланте, но выступил на этих соревнованиях неудачно. Показав лишь одиннадцатый результат в рывке, не смог выполнить ни одной успешной попытки в толчке и не попал в зачёт.
В 2000 году завершил свою спортивную карьеру. В 2000–2009 годах был старшим тренером Акмолинской области по тяжёлой атлетике. С 2009 по 2016 год возглавлял областной Центр подготовки олимпийского резерва. В 2016—2019 годах занимал пост директора кокшетауского Дворца спорта «Бурабай». С 2019 года руководит Акмолинской ОСДЮШОР №2 по зимним видам спорта.